# آغزیپک (اردهان)
آغزیپک (به ترکی استانبولی: Ağzıpek، به کردی: Cinceroba Mezin) یک منطقهٔ مسکونی در ترکیه است که در اردهان واقع شده‌است.